# Eparchia di Nar'jan-Mar

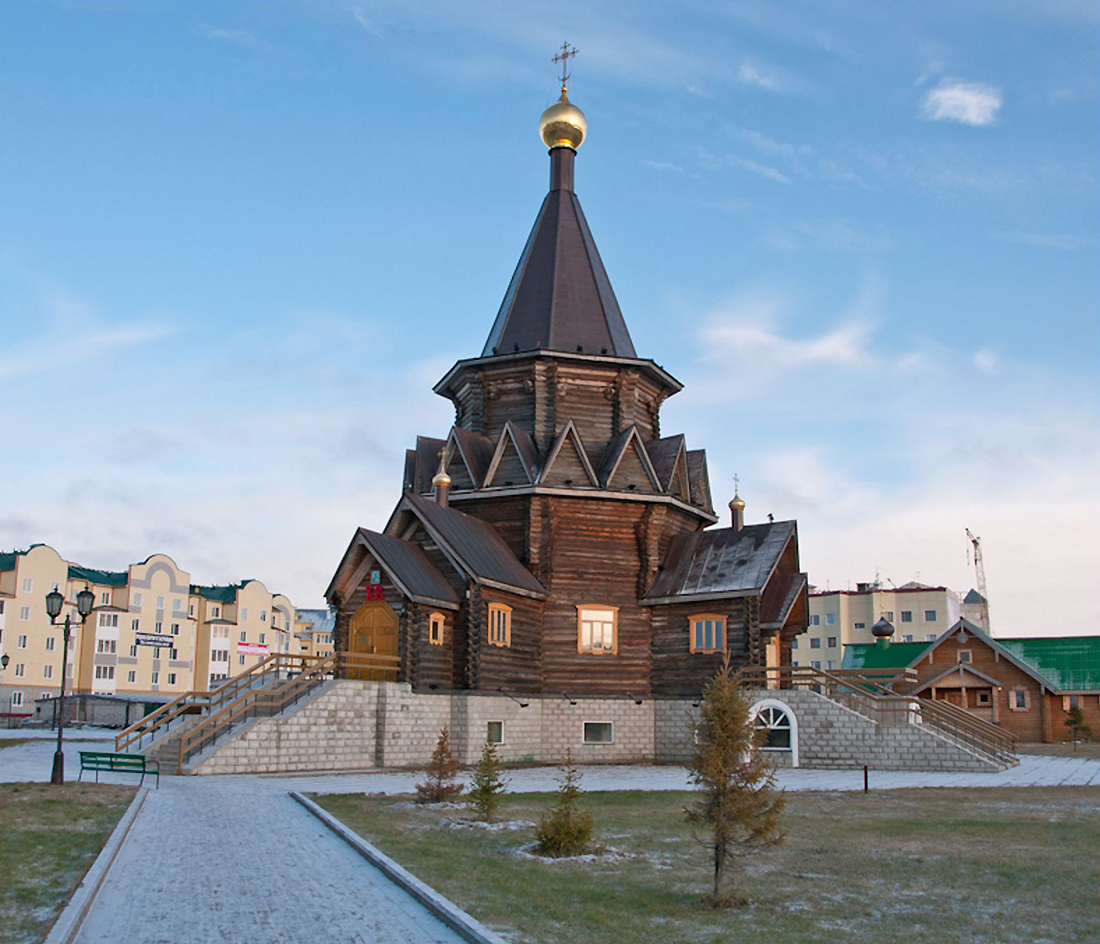
La cattedrale dell'Epifania di Nar'jan-Mar.

L'eparchia di Nar'jan-Mar (in russo: Нарьян-Марская епархия) è una diocesi della Chiesa ortodossa russa, appartenente alla metropolia di Arcangelo.

## Territorio
L'eparchia comprende il Circondario autonomo dei Nenec, i rajon Lešukonskij e Mezenskij nella parte settentrionale dell'oblast' di Arcangelo, e gli arcipelaghi di Novaja Zemlja e della Terra di Francesco Giuseppe nell'estremo nord della Russia europea.
Sede eparchiale è la città di Nar'jan-Mar, dove si trova la cattedrale dell'Epifania. L'eparca ha il titolo ufficiale di «eparca di Nar'jan-Mar e Mezen'».

## Storia
L'eparchia è stata eretta con decisione del Santo Sinodo del 27 dicembre 2011, con territorio separato da quello dell'eparchia di Arcangelo.